# Luke Habets
Luke Habets (Heerlen, 1 juli 1985) is een Nederlands voormalig handbalspeler. Hij sloot zijn spelerscarrière in 2019 af bij Beekse Fusie Club. Hiervoor speelde hij onder andere bij clubs in België zoals Kreasa Houthalen, HC Eynatten en Achilles Bocholt.